# شهاب دهقانیان
شهاب دهقانیان (فارسی: شهاب دهقانیان؛ زادهٔ ۳۰ نوامبر ۲۰۰۱) بازیکن فوتبال است.
دهقانیان همچنین در تیم ملی فوتبال جوانان ایران بازی کرده‌است.